# Lijst van spelers van Zwolsche Boys
Dit is een lijst van voetballers die minimaal één officiële wedstrijd hebben gespeeld in het eerste elftal van de Nederlandse voormalig betaaldvoetbalclub Zwolsche Boys.

## A
- Jaap Advocaat
- Frits Amsing

## B
- Lourents van der Bend
- Anne van de Berg
- Dick Bijker
- Wim Bisschop
- Eef Borman
- Tonny Bremmer
- Broekhart
- Eef ter Bruggen
- Henk van Brussel
- Henk Buursink

## D
- Folly van Dam
- Jan van Dam
- Gerrit Dijkslag
- Jaap Duim
- Johannes Duim

## G
- Vojo Gardašević
- Arend Gerrits
- Dick Gerrits
- Anton Goenee
- Hennie Goudbeek
- Gerard Grafhorst

## H
- Theo Heidenrijk
- Ben Hendriks
- Henny Hendriksen
- Tjeerd Henstra
- Roelof Hofman
- Puck van der Horst
- Frits Huiskes
- Roelof van der Hulst

## J
- Hans Jansen
- Richard Jongman

## K
- Tinus van Kampen
- Bé Keizer
- Cees Kick
- Jan Kievit
- Henk de Kleine
- Joop Knol
- Toone van der Kolk

## L
- Herman Lafaille
- Ger Lagendijk
- Cor Lammerts
- Gerald Lippold

## M
- Hans Mengerink
- Henk Mulder

## N
- Hennie van Nee

## O
- Ivica Osim
- Henk Overmars

## P
- Harrie Paauw
- Hannes Pfeiffer
- Jan Ploeg
- Henk Post

## R
- Andreja Ranđić
- Henk Ras
- Dick Reekers
- Hans Reuser
- Gait Rigter
- De Ruiter

## S
- Henk Schols
- Henk Scholten
- Herman Schrijver
- Rudi Schutte
- Freek Schutten
- Ger Schuurman
- Bart Severijnse
- Ernst Söllner
- Jan Stegeman

## T
- Gerrit Tardy
- Peter Tuasuun
- Bé Tuin

## V
- Sietze Veen
- Rein van Veen
- Van der Vegt
- Jaap van der Vegt
- De Vente
- Wim Verwoerd
- Coen van Vilsteren
- Bennie Visscher
- Henk Visscher
- Adrie Vogel
- Gerrit Voors
- Jan de Vries
- Sietze de Vries

## W
- Willem van der Weg
- Jan Welles
- Henk Wenteler
- Johan Wernert
- De Wilde
- Jan Witzand
- Karel van der Woude